# Стоянці (Тверська область)
Стоянці (рос. Стоянцы) — село в Кімрському районі Тверської області Російської Федерації.
Населення становить 46 осіб. Входить до складу муніципального утворення Стоянцевське сільське поселення.

## Історія
Від 2005 року входить до складу муніципального утворення Стоянцевське сільське поселення.

## Населення
| 1859 | 1887 | 1897 | 1920 | 1997 | 2002 | 2010 |
| ---- | ---- | ---- | ---- | ---- | ---- | ---- |
| 501  | ↗506 | ↗641 | ↗857 | ↘327 | ↘61  | ↘46  |